# Donatello

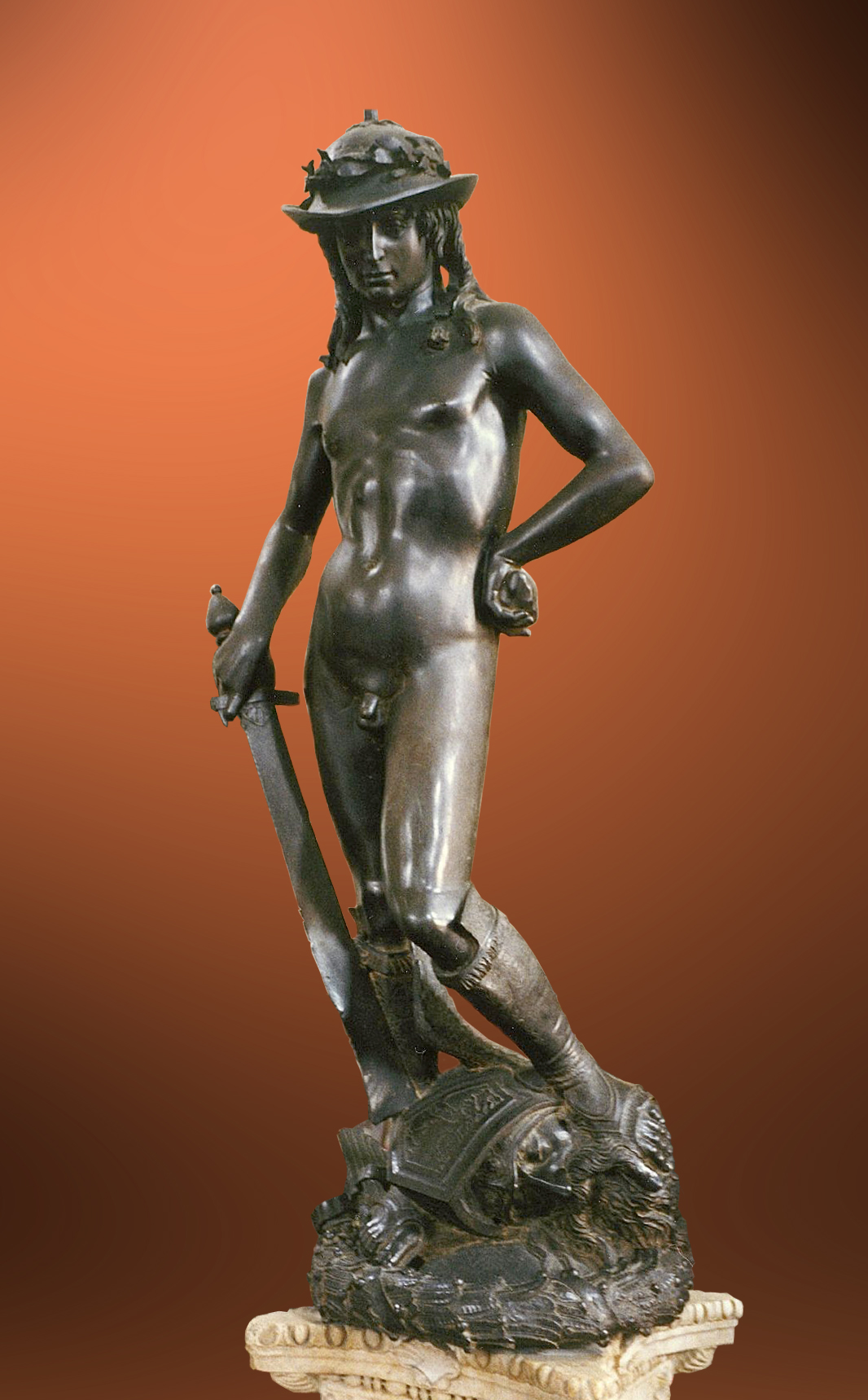
David. Bronsskulptur i Museo Nazionale del Bargello, Florens från omkring 1440.

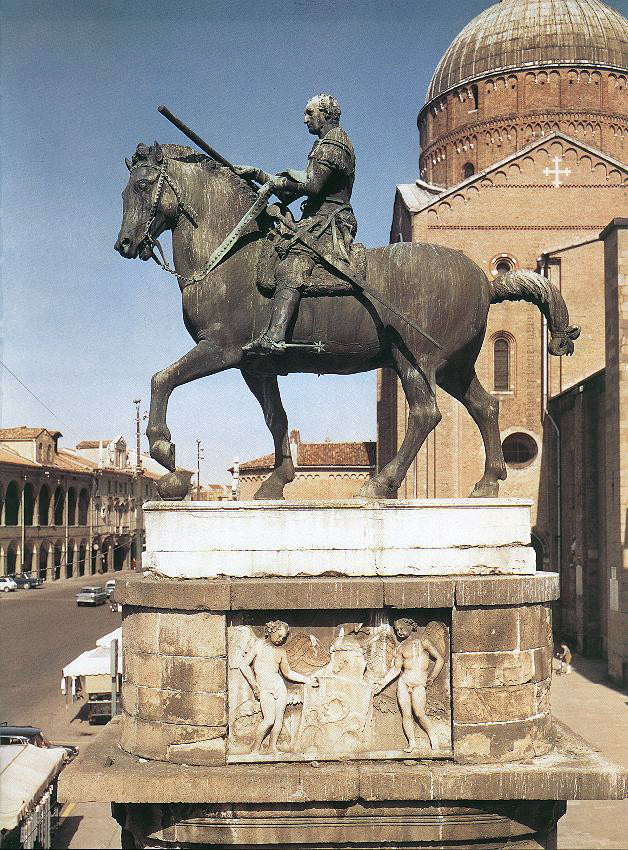
Donatello – Ryttarmonument över Gattamelata (1447–1450), brons. Piazza del Santo, Padua.

Donatello, egentligen Donato di Niccolò di Betto Bardi, född cirka 1386 i Florens, död 13 december 1466 i Florens, var en tidig italiensk renässanskonstnär och -skulptör. Förutom fristående skulpturer utförde Donatello basso rilievo, en typ av ytliga reliefskulpturer.
Lidelse för antiken inspirerade skulptörer lika väl som arkitekter, och ingen påverkades mer än Donatello, som brukar betraktas som renässansens förste store skulptör. Han utbildades hos Ghiberti och stod under Cosimo de' Medicis beskydd. Det finns troligen ingen annan konstnär som i lika hög grad präglat den italienska renässansens konstnärliga uttryck. Hos honom fanns hela skalan av detta uttryck, från den lyriska glädjen hos de dansande keruberna, eller putti, till högstämd tragik och den religiösa passionens extrema yttringar, framställda i djärva verk som Maria Magdalena. Samtidigt uttryckte Donatello, i arbeten som David i brons, den första fristående skulpturen sedan antiken, Sankt Göran och ryttarstatyn Gattamelata, den gränslösa tro på sig själv och sitt öde som kännetecknar renässansmänniskan.

## Biografi
Mycket litet är känt om Donatellos liv. Han var son till Niccolo di Betto Bardi, som var medlem i de florentinska ullkardarnas skrå, och hade skolats i guldsmedsyrket och andra hantverk, började i Ghibertis verkstad vid 17 års ålder och lärde sig troligtvis att arbeta i marmor av Nanni di Banco, med vilken han samarbetade på skulpturer för Or San Michele. Hans tidigaste verk är troligen David i marmor 1409. Första gången Donatellos namn figurerar i en uppräkning av konstnärer som arbetar på katedralen Santa Maria del Fiore i Florens är 1406, och han skulle utföra beställningar för katedralen hela sitt liv.
Under detta tidiga skede lärde Donatello känna Brunelleschi. Idag tror forskarna på den resa han enligt traditionen skulle ha gjort till Rom tillsammans med Brunelleschi, men är oeniga om tidpunkten.
Åren 1443–1453 verkade Donatello i Padua. Annars var han i första hand verksam i hemstaden Florens.
Utformningen av hans David (1428–1432) har lett flera konstforskare att tro att Donatello var homosexuell eller åtminstone queer, och att skulpturen egentligen är en avbildning av Antinous – kejsar Hadrianus' älskare. Florens var vid denna tid känd för sin välutvecklade homosexuella kultur, och här tjänade bland annat Leonardo da Vinci som lärling.

## Verk
Klassiska motiv och begrepp blev viktiga i Donatello och Brunelleschis verk från 1420-talet och framåt. Betydande verk av Donatello är skulpturerna för Or San Michele, Florens, bland dem Sankt Göran och minnestavlan Sankt Göran och draken, viktig därför att där åstadkoms för första gången djupverkan och en illusion av perspektiv i en relief; skulpturerna för katedralen, väggravarna utförda tillsammans med Michelozzo, som till exempel gravmonumentet över motpåven Johannes XXIII; Kristus på korset; relieferna på dopfunten i baptisteriet i Siena, bland dem Herodes gästabud; Judit och Holofernes; den betydande tavlan i lågrelief, Himmelsfärden; bronsstatyn av David; körläktaren eller Cantoria i katedralen i Florens, och i Padua, ryttarstatyn Gattamelata, samt till sist den betydelsefulla och kraftfulla träskulpturen Maria Magdalena (omkring 1457).

### David
Donatellos staty av David är en av ungrenässansens viktigaste skulpturer, och enligt aktuell forskning göts den i brons vid mitten av 1440-talet. Detta var första gången sedan antiken som en konstnär hade vågat sig på att framställa en helt tredimensionell nakenskulptur i naturlig storlek. Med denna inställning krönte Donatello sin långvariga strävan att befria skulpturen från dess arkitektoniska funktion. Statyn av David är med en tanke på kriget mellan Milano och Florens. Den unga, oskyldiga David gestaltar Florens, och Goliat är Milano.

### Ryttarmonumentet över Gattamelata
På grund av materialkostnaderna var en skulptör ovillkorligen hänvisad till de uppdrag han fick, och sådana som gällde stora, fristående figurer var sällsynta i Italien i början av 1400-talet, en tidsperiod kallad Quattrocento. Därmed råder det föga tvivel om att Donatello välkomnade uppdraget att utföra ett ryttarmonument i brons för Padua, något som gav honom möjlighet att tävla med den berömda antika Marcus Aurelius ryttarstaty i Rom. Motivet skulle vara kondottiären Erasmo från Narni med öknamnet "Gattamelata" (italienska: "len katt"), som avled 1443 efter att i många år ha tjänat den venetianska republiken som överbefälhavare för dess arméer. Då han skulpterade hästen tycks Donatello i tankarna ha haft den häst Marcus Aurelius rider på, och även de fyra ännu tidigare bronshästarna på fasaden till Markuskyrkan i Venedig, även om han gav sin stridshäst en ny känsla av behärskad kraftfullhet.
Gattamelata bär ett romerskt bröstharnesk men är i övrigt iförd samtida klädedräkt och har ett långt svärd och benskydd samt fötterna i stigbyglar (okända i antikens Rom). Donatello införde även andra nyheter. Gattamelatas huvud är till skillnad från Marcus Aurelius' inte skulpterat för att betraktas i ögonhöjd. Anletsdragen är djärvt förvridna för att effekten skall bli den bästa möjliga då statyn på sin höga sockel ses från marken. Arbetet är i själva verket ett försök att överglänsa antiken.
Det har inte gått att fastställa om monumentet var avsett som en gravvård eller ett minnesmärke. Dock talar höjden på sockeln för den första teorin. Även denna formgavs av Donatello och hade höga blinddörrar i marmor, som representerar porten till Hades efter förebild från klassiska sarkofager. Först när monumentet var fullbordat iordningställdes en riktig gravplats i basilikan Sant'Antonio. Å andra sidan beskriver Vasari statyn som ett minnesmärke.

### Lista över verk i urval
- Profeterna vid Porta della Mandorla, före 1410, domen i Florens
- David, 1408–1409, Bargello, Florens
- Krucifix, cirka 1412, Santa Croce, Florens
- Johannes evangelisten, 1408–1415, Museo dell'Opera del Duomo, Florens
- Sankt Göran (även St. Georg), cirka 1417, Bargello, Florens
- Zuccone ("den skallige"), Museo dell'Opera del Duomo, Florens
- Salomes dans (även Herodes gästabud), 1423–1427, Baptisterium San Giovanni, Siena
- Himmelsfärden, Gravmonument för Kardinal Rainaldo Brancacci, Sant'Angelo a Nilo, Neapel
- Reliefer på utomhuspredikstolen i domen i Prato, 1434–1438
- Körläktaren i katedralen i Florens, 1433–1438, Museo dell'Opera del Duomo, Florens
- Bebådelsetabernaklet, cirka 1435, Santa Croce, Florens
- Bronsdörrar till den gamla sakristian i San Lorenzo, 1434–1443, Florens
- Amor-Attis, cirka 1440, Bargello, Florens
- Högaltaret, efter 1446, Sant'Antonio, Padua
- Gattamelata, cirka 1446–1453, Padua
- Maria Magdalena, cirka 1457, Museo dell'Opera del Duomo, Florens.
- Judit och Holofernes, Palazzo Vecchio, Florens
- Johannes döparen, cirka 1455, domkyrkan i Siena
- Kristi begråtande, cirka 1460[?], Victoria and Albert Museum, London
- Uppståndelsepredikstol, efter 1460, San Lorenzo, Florens

### Galleri

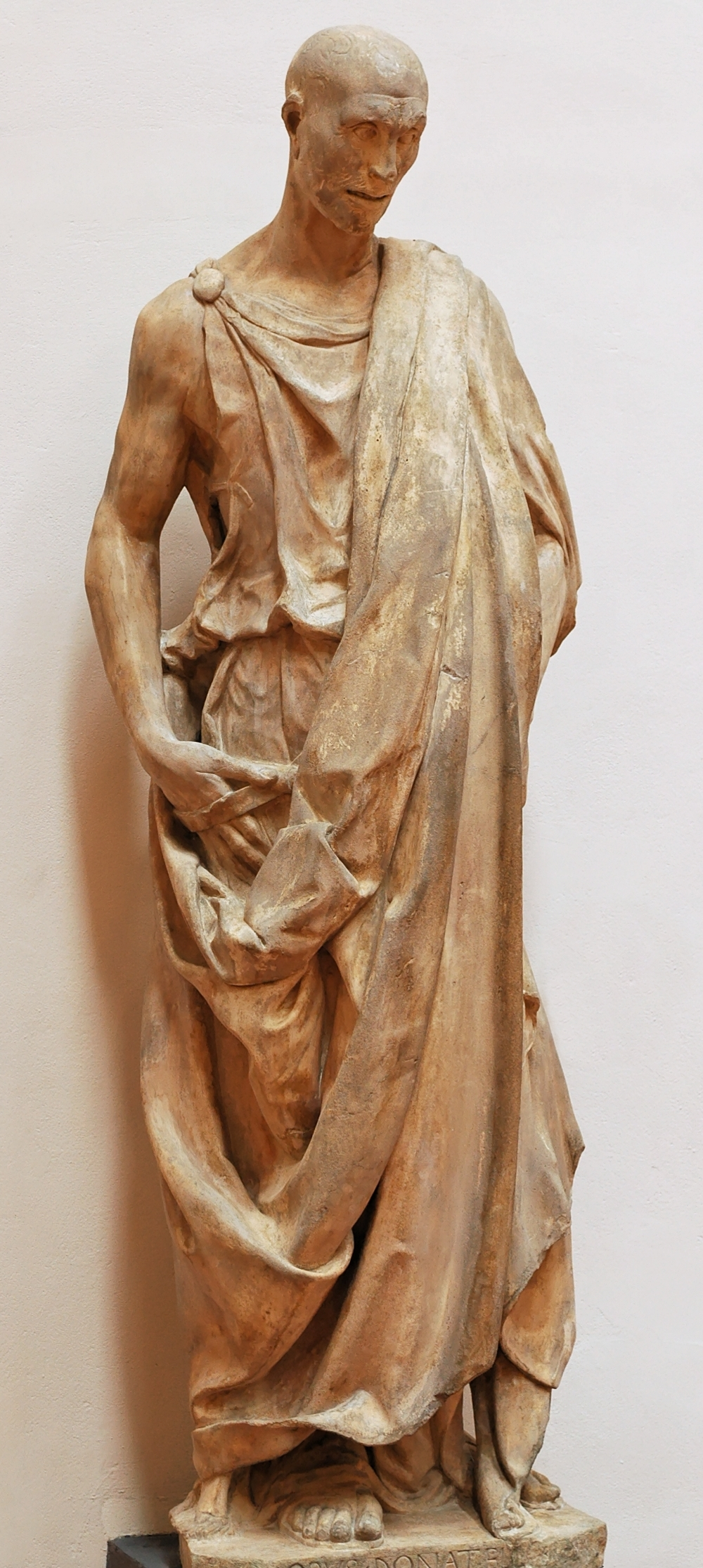
Il Zuccone.
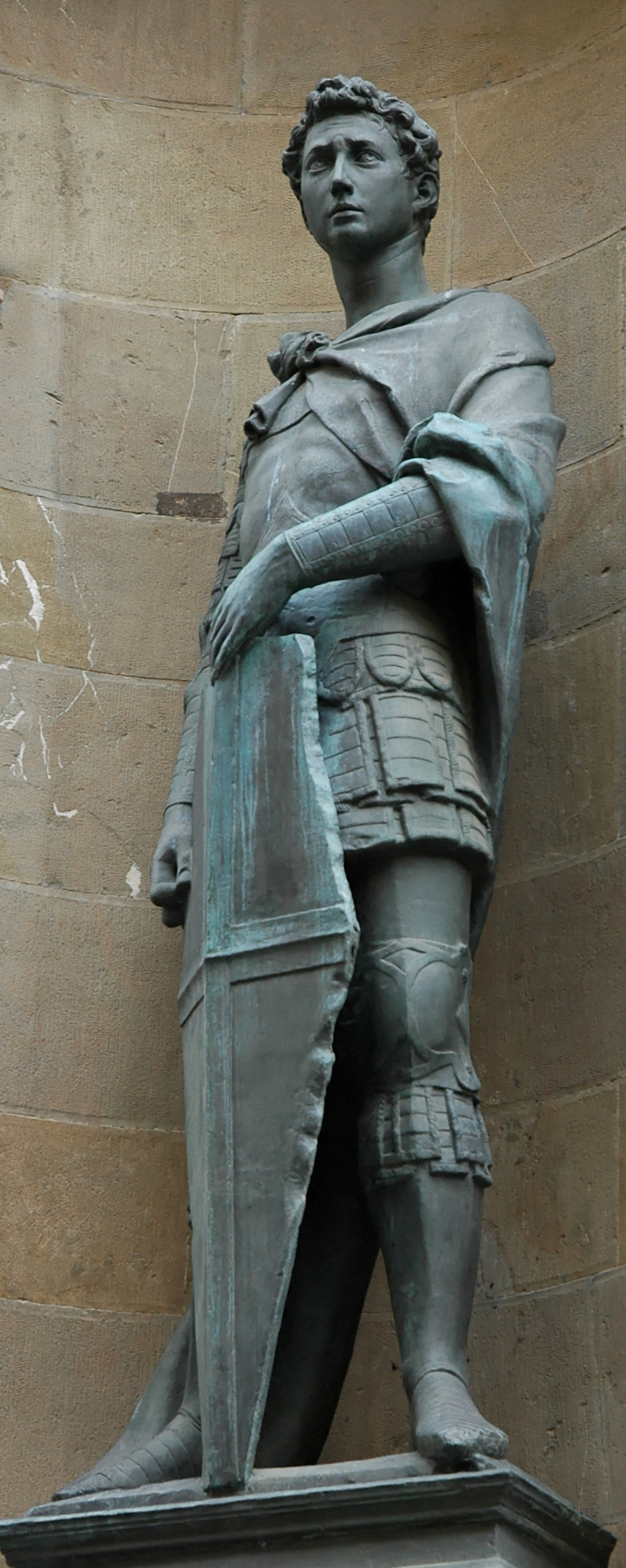
Sankt Göran.
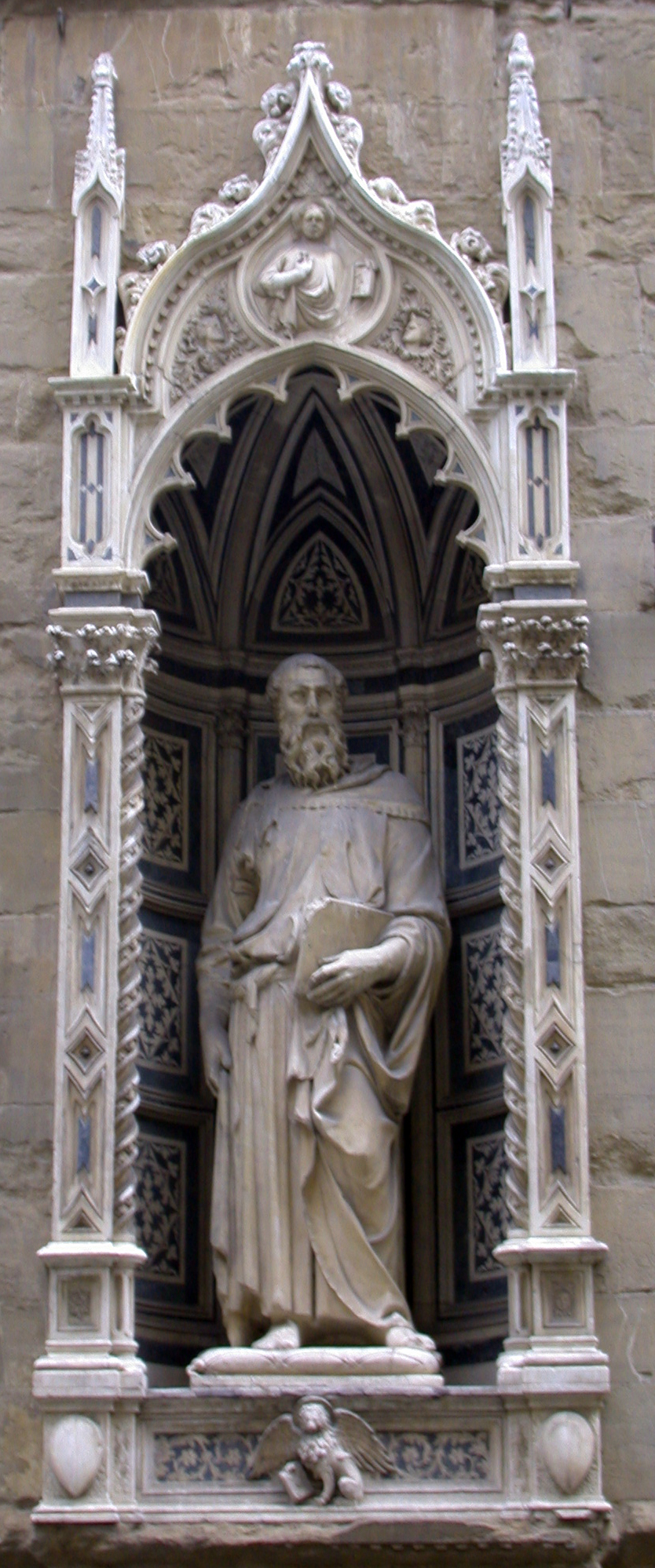
Evangelisten Markus.
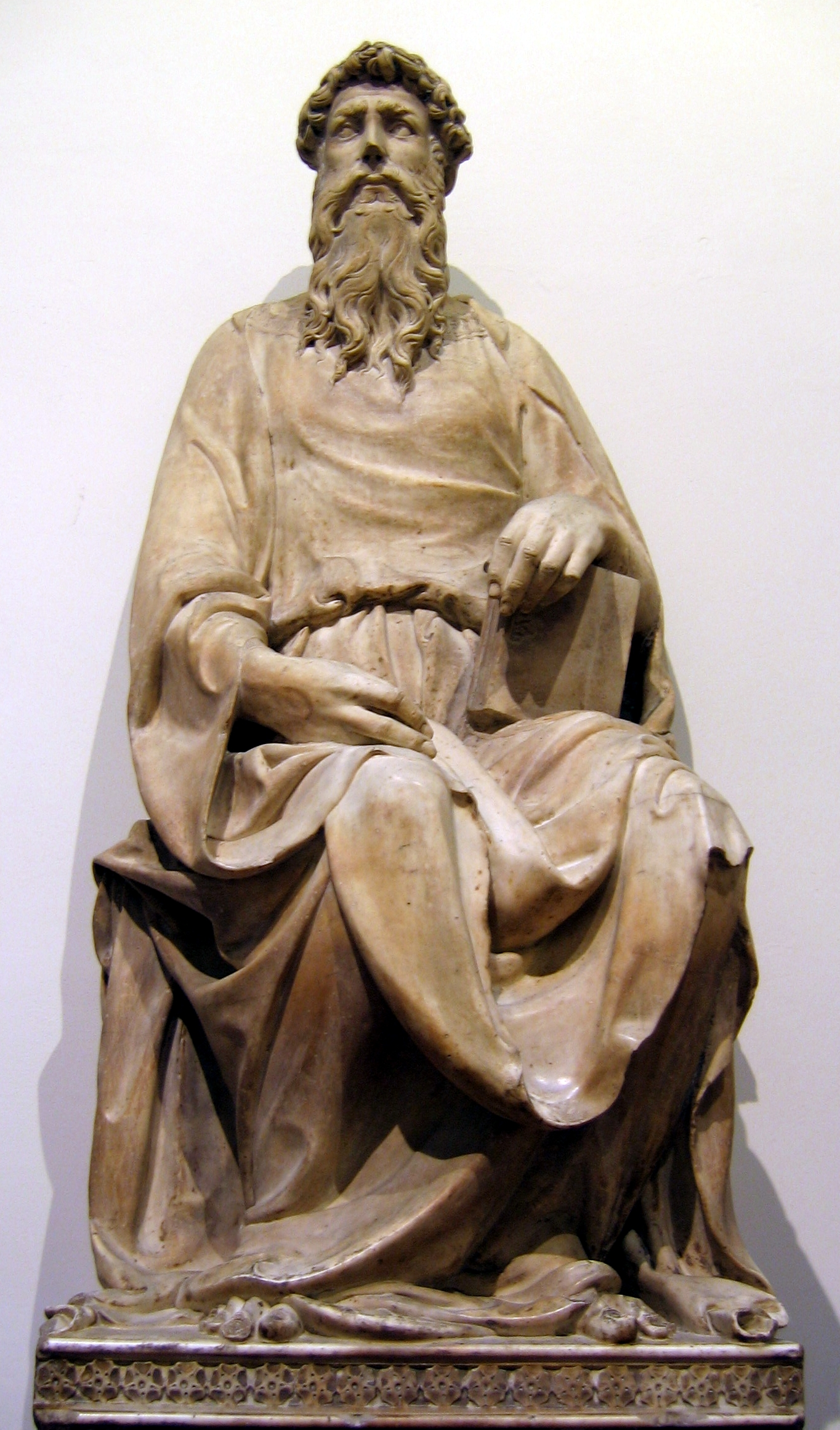
Evangelisten Johannes.
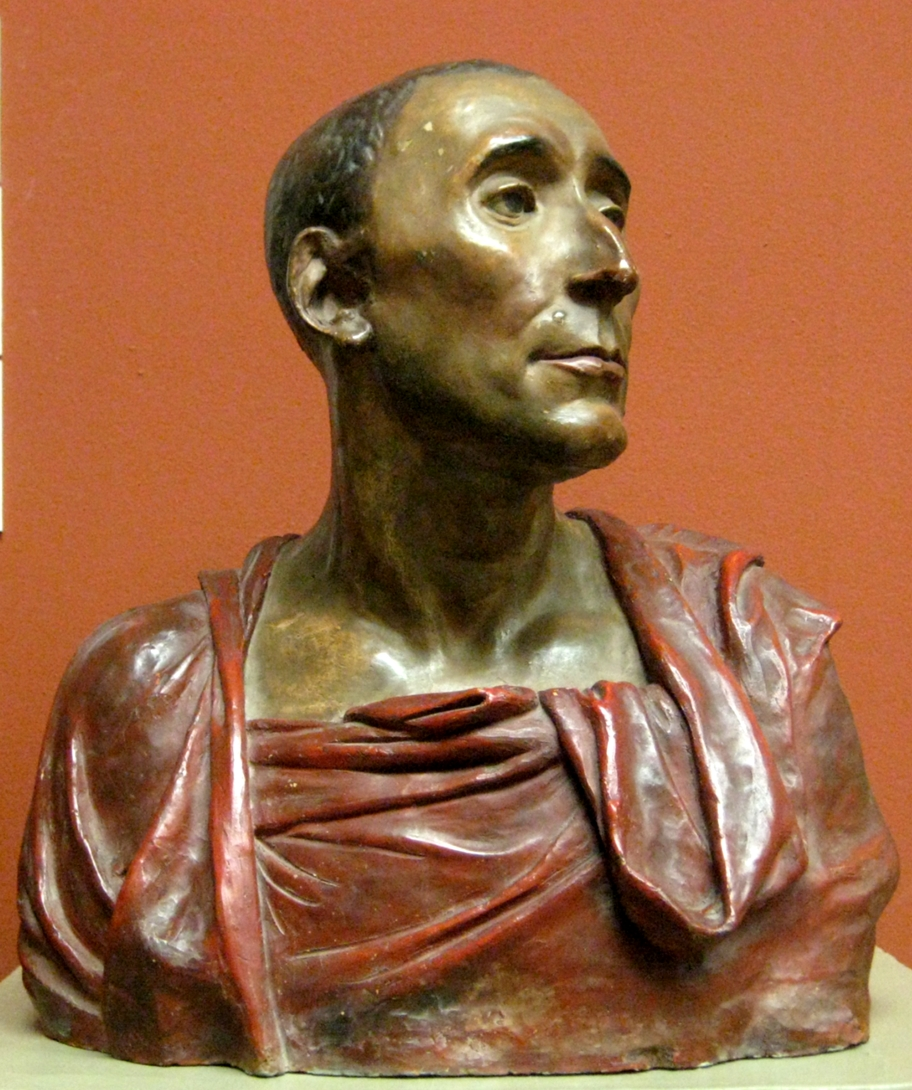
Niccolo da Uzzano.
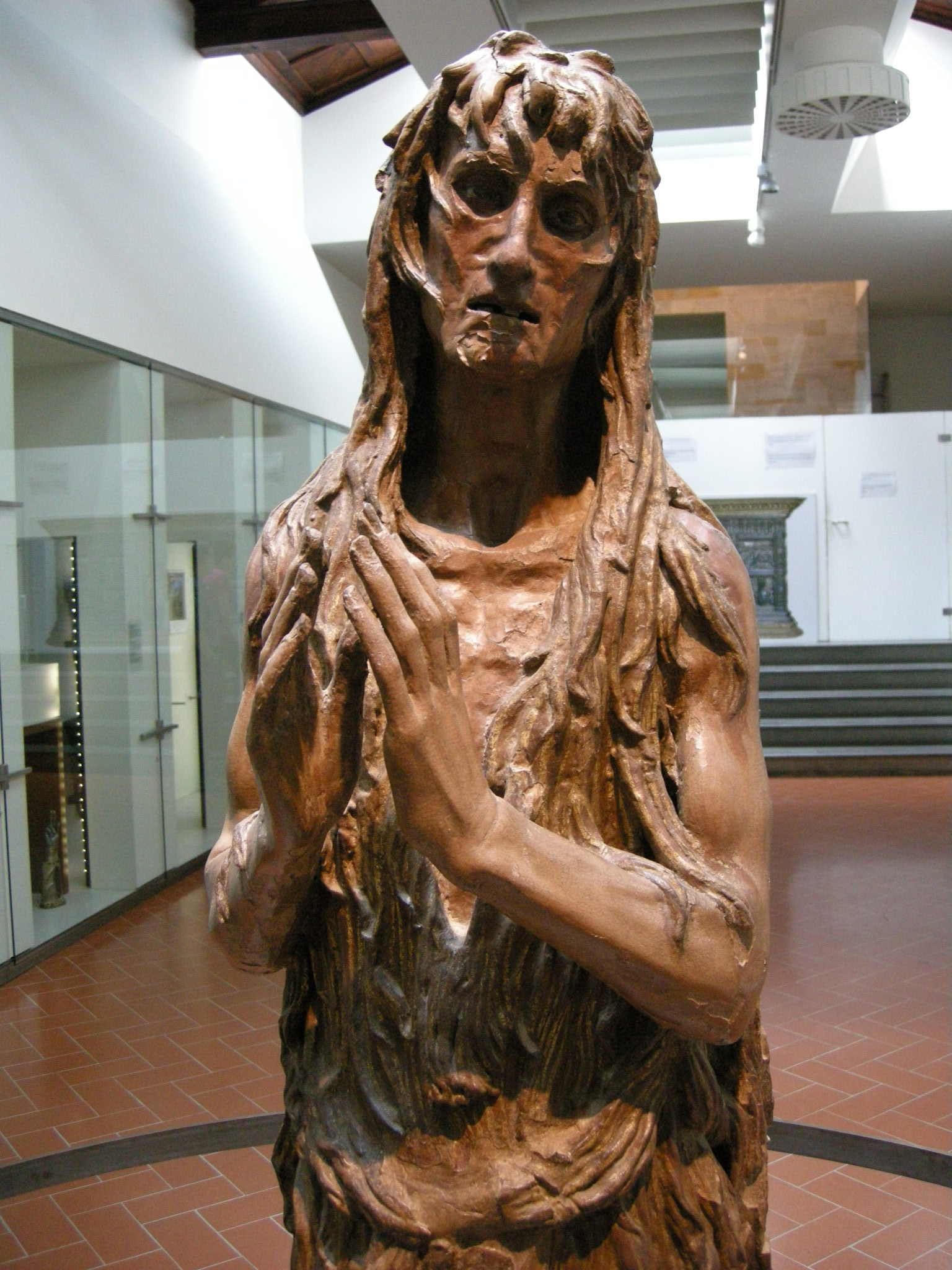
Maria Magdalena.

## Inflytande och i kulturen
Donatello betraktas som den mest betydande skulpturen i Italien under 1400-talet, och tillsammans med Masaccio och Brunelleschi bildade han grund för renässanskonsten. Hans påverkan kan spåras hos många florentinska konstnärers verk. Detta gäller i synnerhet hos målarna Masaccio och Castagno, till en viss del hos Botticelli och direkt eller indirekt hos Michelangelo. Konstnärerna i Padua och till och med venetianarna närde sig på den väldiga tekniska och andliga rikedomen i hans verk. Nästan alla efterföljande strömningar har tagit upp någon sida hos Donatello, till exempel hans putti i rokokon, den "återupptäckt" av hans skulpturala värden som Rodin gjorde och det sätt på vilket känslomässig spänning återges i mycket av dagens skulptur.
Asteroiden 6056 Donatello är uppkallad efter Donatello.